# Santiago Abascal Conde
Santiago Abascal Conde, kortweg Santiago Abascal (Bilbao, 17 april 1976) is Spaans politicus en huidig fractievoorzitter van de extreemrechtse partij Vox in het congres. 
Abascal komt uit een familie van politici. Zijn grootvader zat in de gedeputeerde staten van Álava tijdens de dictatuur van Francisco Franco, en zijn vader was gemeenteraadslid namens de Alianza popular, de voorloper van de huidige Partido Popular. De familie krijgt dus veelvuldig te maken met bedreigingen van ETA. In zijn jeugd is Santiago Abascal voorzitter van de jeugdbeweging van de PP in het Baskenland en van 2000 tot 2013 is hij lid van het bestuur van de Baskische PP zelf. Vanaf 2004 tot 2009 zit hij in het regionale Baskische parlement. Vanaf 2010 werkt hij in Madrid, waar hij bevriend raakt met Esperanza Aguirre en Ignacio González, kopstukken van de Madrileense afdeling van de PP.
In 2013 verlaat hij de Partido Popular, naar eigen zeggen omdat hij het oneens is met de richting die de partij neemt, en richt hij, samen met een aantal andere politici, de partij Vox op. In januari 2014 wordt Vox gepresenteerd, en in september van dat jaar wordt hij tot voorzitter gekozen. In 2019 is hij lijsttrekker van de partij in de parlementsverkiezingen in april, en neemt hij zitting in het congres tijdens de dertiende legislatuur. 
Abascal is twee keer getrouwd en vader van vier kinderen. 
- Biblioteca Nacional de España: XX1685146
- Bibliothèque nationale de France: cb155468664 (data)
- Gemeinsame Normdatei: 1069193542
- International Standard Name Identifier: 0000 0000 5940 5556
- Library of Congress Control Number: n2006023780
- Système universitaire de documentation: 132922681
- Virtual International Authority File: 2781391
- WorldCat: E39PBJfxdXX3vckPdHBQtC3fbd